# Knecht Ruprecht

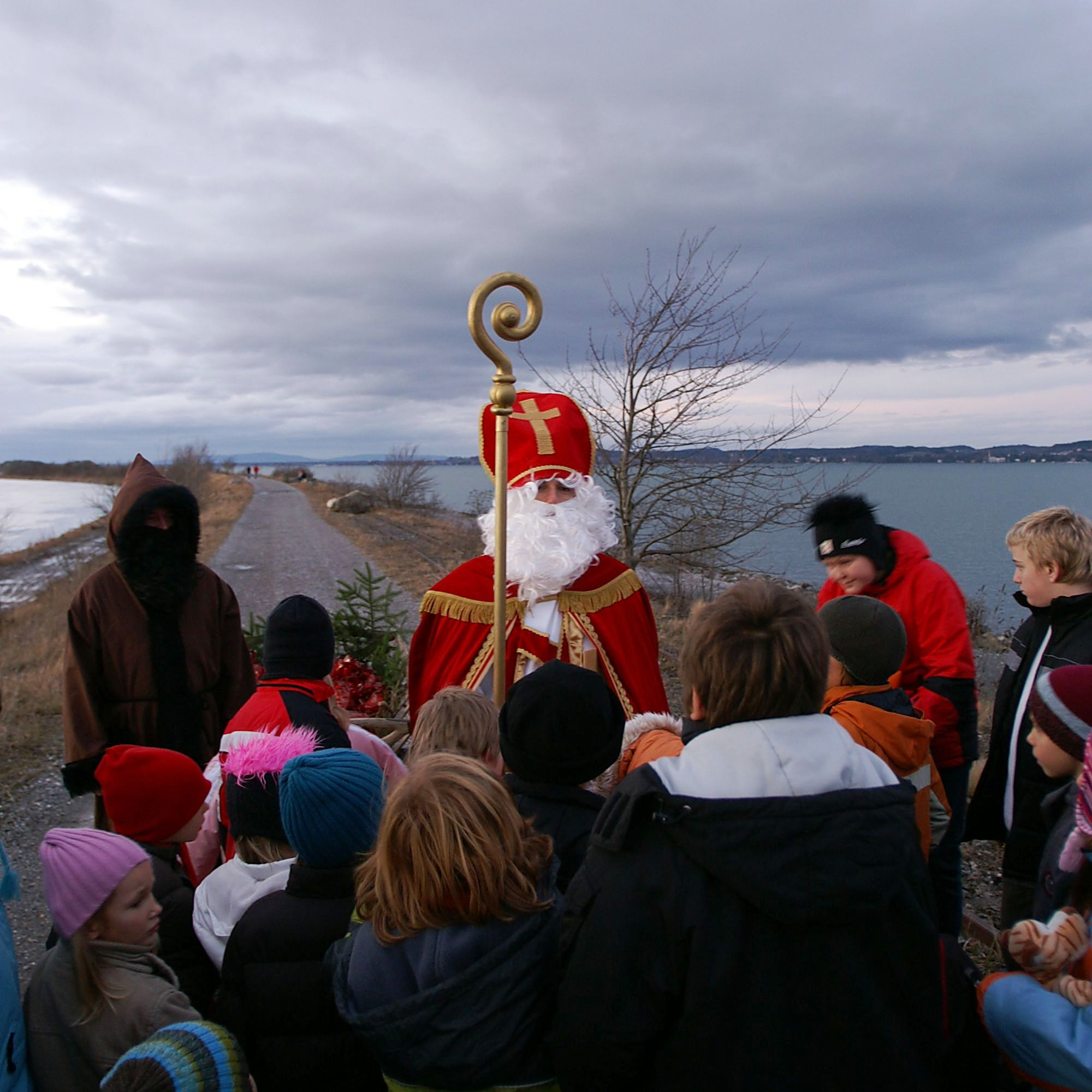
San Nicola con a fianco Knecht Ruprecht

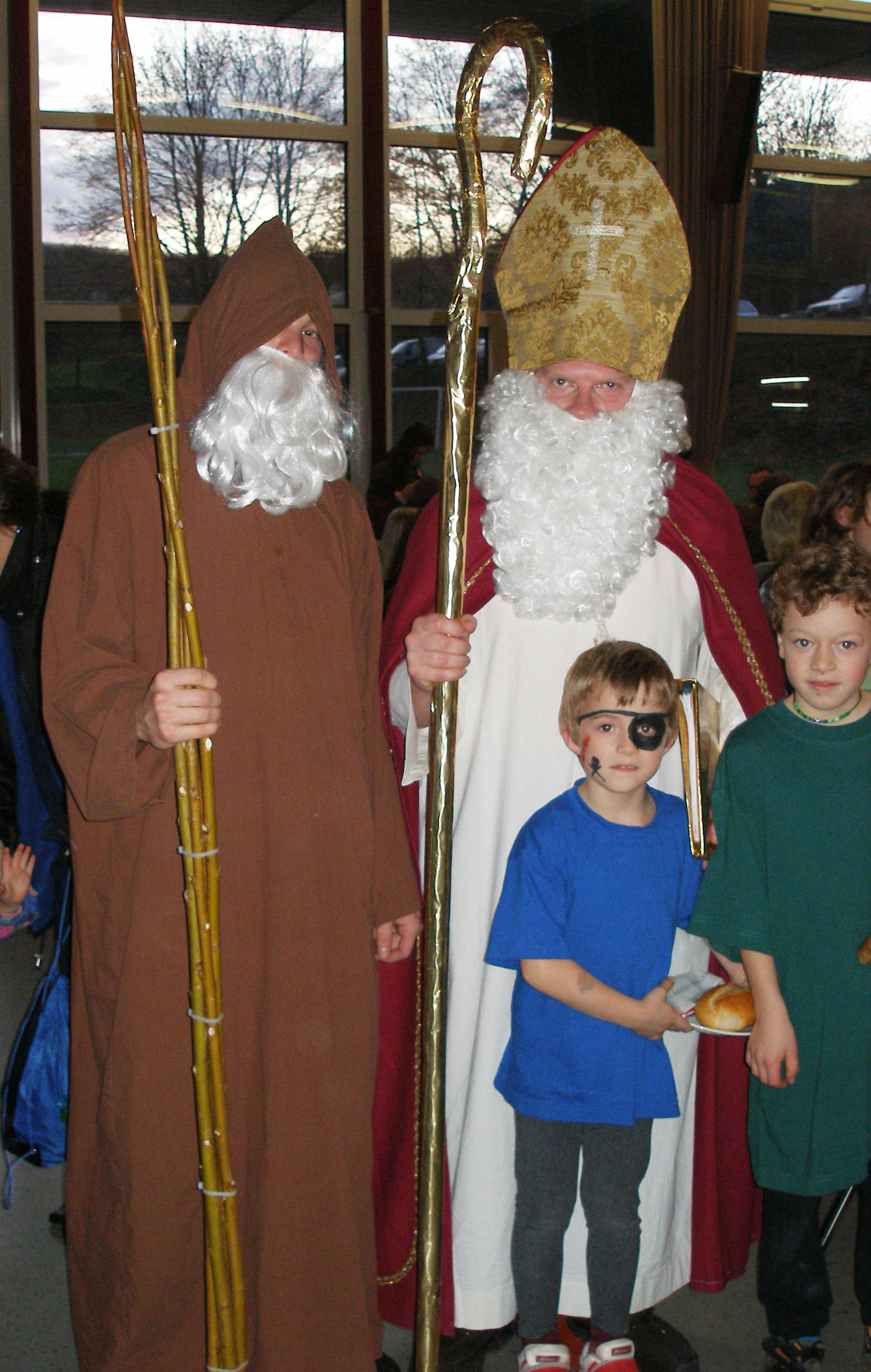
Altra immagine con San Nicola e Knecht Ruprecht

Knecht Ruprecht ("Ruprecht il servo") è un personaggio del folklore natalizio della Germania settentrionale e centrale, che compare nel periodo dell'Avvento (segnatamente nella notte tra il 5 e il 6 dicembre) come accompagnatore del portatore di doni San Nicola.
Apparso per la prima volta in una rappresentazione del 1668 e condannato qualche anno dopo dalla Chiesa cattolica come manifestazione del demonio, è paragonabile ad altre figure simili come: Schmutzli (Svizzera), Zwarte Piet (Paesi Bassi), Père Fouettard (Francia), Hans Trapp (Alsazia), Houseker (Lussemburgo), Klaubauf (Baviera e Austria), Krampus (Tirolo, Alto Adige, Trentino, Provincia di Belluno, Tarvisiano), Belsnickel (Germania sud-occidentale), Čert (Repubblica Ceca) ecc.

## Caratteristiche
Knecht Ruprecht viene descritto come un monaco vestito con un lungo mantello, con una parrucca e una barba lunga e sporca che gli arriva sino ai piedi. Porta con sé una frusta, con la quale punisce o minaccia i bambini cattivi.

## Origini
Le origini di Knecht Ruprecht, così come di altri aiutanti di San Nicola, si deve probabilmente ad una secolarizzazione del santo stesso, specie nei Paesi protestanti, dove la Riforma ha cercato di "sradicare" il culto dei santi. È probabile che personaggi di questo genere incarnino l'aspetto più cupo dello stesso San Nicola.

## Opere dedicate
- A Knecht Ruprecht è dedicata una poesia di Theodor Storm (1817-1888) dal titolo omonimo[7] ed una di Peter Hammerschlag dal titolo Wintermärchen.
- È intitolato Knecht Ruprecht un brano per pianoforte, Op. 68 No. 12 (Album per la gioventù), composto da Robert Schumann (1810-1856)
- Si chiama Knecht Ruprecht il cane Piccolo aiutante di Babbo Natale della serie televisiva I Simpson nella versione tedesca